# 西宮山口ジャンクション
西宮山口ジャンクション（にしのみややまぐちジャンクション）は、兵庫県西宮市山口町下山口にある中国自動車道と阪神高速道路7号北神戸線との分岐である。吹田JCTから27km地点。

## 概要
中国自動車道の宝塚以東と阪神高速道路7号北神戸線との相互しか走行できないハーフJCTである。
九州・中国方面、新名神方面と阪神高速道路7号北神戸線の相互利用には、山陽自動車道の神戸北ICあるいは中国道の神戸三田ICから六甲北有料道路を経由して連絡するルートや、山陽自動車道三木JCTから神戸淡路鳴門自動車道の布施畑JCTを経由するルートが存在する。
ETC利用の場合は、中国道の中国吹田IC、名神の茨木IC・大山崎IC、新名神の高槻IC、近畿自動車道、第二京阪道路、阪神高速13号東大阪線の中野出入口・水走出入口、第二阪奈有料道路、阪和自動車道の松原IC・美原北IC、南阪奈道路と第二神明道路の玉津IC以西を相互利用する場合において、阪神高速3号神戸線経由や吹田JCTから名神経由と同じ料金負担になるので、阪神高速3号神戸線の渋滞回避ルートとして有効である。

## 道路
- E2A 中国自動車道（4番）
- 阪神高速道路7号北神戸線 (7-16)

## 歴史
- 2003年（平成15年）4月28日：開通

## 西宮山口本線料金所
NEXCO西日本が管理する均一料金道路の料金を合併収受する料金所である。
当ジャンクションが会社境界であり、料金制度も異なるため、一般道から7号北神戸線への阪神高速道路側入口には本線料金所（西宮山口東料金所）が設置されている。

### 中国道から阪神高速へ
- ブース数：4
  - ETC専用：2
  - 一般：2

### 阪神高速から中国道へ
- ブース数：2
  - ETC専用：1
  - ETC/一般：1

## その他
中国道の吹田方面から神戸淡路鳴門自動車道で淡路島・四国方面へ進む場合、当JCTで阪神高速に分岐して、布施畑JCTから神戸淡路鳴門自動車道に入るのが、距離としては最短となるため、カーナビや道路標識でもそのように案内されるケースがある。しかし、ETC割引制度（特に、休日特別割引）の適用によっては、距離が遠回りの三木JCT経由のほうが安くなるケースがあるため、西日本高速道路では注意を呼びかけている。

## 隣
E2A 中国自動車道
(3) 宝塚IC - 西宮名塩SA - (4) 西宮山口JCT - (5) 西宮北IC
阪神高速7号北神戸線
(7-15) 西宮山口東出入口 - (7-16) 西宮山口JCT